# Wawrzyniec Trzciński
Wawrzyniec Trzciński herbu Rawicz (zm. ok. 1610 roku)  – kasztelan lubaczowski i kasztelan rawski w 1596 roku.
Jako senator wziął udział w sejmach: 1607 i 1609 roku.